# غبار الفحم
غبار الفحم أو رجيع الفحم هو مسحوق فحم ناجم عن أعمال الاستخراج في مناجم الفحم أو عن سحق الفحم بعد استخراجه في طاحونات مخصوصة. يبلغ قطر حُبيبٙة غبار الفحم نحو 5 مليمترات.
يُستخدم غبار الفحم في تشغيل محطات القوى الكهربائية، كما يستخدم لصناعة قوالب الفحم التي تستخدم في تدفئة البيوت وتشغيل القطارات. وهو رخيص الثمن إذ انه يُنتج من بقايا الفحم. ويتميز عند استخدامه عن القوالب أنه يعطي الحرارة بسرعة وبكفاءة عالية عند الحاجة. ومحطات القوى الكهربائية التي تستخدم غبار الفحم تقوم بنفسها بتحضير المسحوق داخل مصانعها.
ويكون غبار الفحم عند اختلاطه بالهواء مخلوطاً انفجارياً ويجب الاحتراس في استعماله حتى لا يتسبب في الانفجار والحريق. وهذا يستلزم عناية كبيرة عند نقله وتخزينه.